# Brian Orakpo
Brian Orakpo (født 31. juli 1986 i Houston, Texas, USA) er en amerikansk football-spiller, der spiller som linebacker for NFL-holdet Washington Redskins. Han har spillet for holdet hele sin NFL-karriere, startende i 2009.
Orakpo er tre gange blevet udtaget til NFL's All-Star kamp, Pro Bowl.

## Klubber
- 2009-: Washington Redskins